# Eucropia
Eucropia là một chi bướm đêm thuộc họ Noctuidae.